# القرانة (ملحان)

تعديل مصدري - تعديل

القرانة هي إحدى قرى عزلة العسوس بمديرية ملحان التابعة لمحافظة المحويت، بلغ تعداد سكانها 291 نسمة حسب تعداد اليمن لعام 2004.